# Evolvulus hasslerianus
Evolvulus hasslerianus är en vindeväxtart som beskrevs av Chod. Evolvulus hasslerianus ingår i släktet Evolvulus och familjen vindeväxter. Inga underarter finns listade i Catalogue of Life.